# Вершилово (Нижньогородська область)
Вершилово (рос. Вершилово) — село в Чкаловському міському окрузі Нижньогородської області Російської Федерації.
Населення становить 466 осіб. Входить до складу муніципального утворення Міський округ місто Чкаловськ.

## Історія
Раніше населений пункт належав до ліквідованого 2015 року Чкаловського району. До 2015 року входило до складу муніципального утворення Вершиловська сільрада.

## Населення
| 2002 | 2010 |
| ---- | ---- |
| 427  | ↗466 |